# Войцех Поляк
Во́йцех По́ляк (пол. Wojciech Polak; 19 грудня 1964) — державний і релігійний діяч Польщі, священик і єпископ Римо-Католицької Церкви. Архієпископ гнезненський, примас Польщі (з 17 травня 2014).

## Коротка біографія
Народився в Іновроцлаві, Польща. 1983 року поступив до Ґнєзненської вищої духовної семінарії. 13 травня 1989 року прийняв священство в Ґнєзненському соборі від кардинала і примаса Юзефа Ґлемпа. У 1989—1991 року працював вікарієм у парафії святих Мартина і Миколая в Бидгощі. Випускник Альфонської академії в Римі, доктор теології (1996). У Ґнезненській вищій духовній семінарії працював професором з моральної теології, префектом з дисципліни (1995—1999), ректором (1999—2003). Був суддею Церковного суду, викладав на теологічному факультеті Познанському університеті імені Адама Міцквича. 8 квітня 2003 року Папа Римський Іван Павло ІІ призначив його єпископом-помічником в Ґнєзно та титулярним єпископом Монс в Нумідії (прийняв посвяту 4 травня того ж року). Член Папської Ради душпастирської опіки мігрантів і подорожніх. Постійний член Конференції єпископату Польщі (з 2009) і її головний секретар (з 2011), керівник групи зв'язків із Російською Православною Церквою. 17 травня 2014 року призначений Папою Франциском на посаду архієпископа ґнензненського. Отримав посвяту у Гнезненському соборі 7 червня того ж року.